# Eugenia yautepecana
Eugenia yautepecana är en myrtenväxtart som beskrevs av Cyrus Longworth Lundell. Eugenia yautepecana ingår i släktet Eugenia och familjen myrtenväxter. Inga underarter finns listade i Catalogue of Life.